# Tessaromma sericans
Tessaromma sericans är en skalbaggsart som först beskrevs av Wilhelm Ferdinand Erichson 1842.  Tessaromma sericans ingår i släktet Tessaromma och familjen långhorningar. Inga underarter finns listade i Catalogue of Life.